# Inscrutabili divinae providentiae
Inscrutabili divinae providentiae é a bula papal pela qual o Papa Gregório XV estabeleceu, em 22 de junho de 1622 a Congregação para a Propagação da Fé (a  Propaganda Fide), hoje chamada de Congregação para a Evangelização dos Povos. 

## História
Nos séculos XVI e XVII, em toda a Europa católica, as nações se libertaram de sua dependência religiosa. E aquelas como Portugal e Espanha, que se comprometeram a promover o trabalho de evangelização (o ' Padroado ') estão em declínio e não têm mais os recursos humanos e financeiros para apoiar a expansão do trabalho missionário. Além disso, muitos países foram recentemente 'descobertos'. Considerando que sua influência política diminuiu bastante na Europa, a Santa Sé entende a necessidade de assumir o comando, coordenar e promover ativamente o esforço missionário no mundo. 
Por sugestão de Francisco de Borgia, Superior Geral dos Jesuítas, Pio V já havia criado em 1568 duas comissões temporárias para a propagação da fé cristã: uma para países habitados por protestantes e outra para países não-cristãos . 
Em 1573 Gregório XIII criou uma congregação "provisória" de três cardeais para se encarregar dos "assuntos missionários". Foi ampliado por Clemente VIII em uma congregação de nove cardeais (1599). Esses primeiros esforços não são convincentes. 
Finalmente, a evolução da coordenação dos esforços missionários recebe uma instituição permanente e oficial na montagem, em 22 de junho de 1622, da ' Congregação para a propagação da fé ' (la Propaganda Fide ') pela bula' Inscrutabili divinae providentiae 'de Gregório XV. 

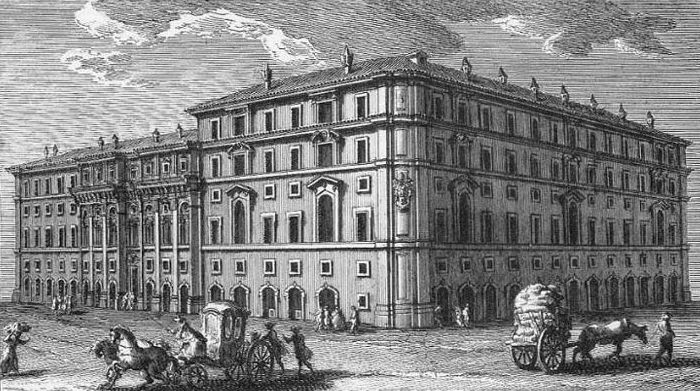
A sede da Congregação para a Evangelização dos Povos, em Roma.

## Conteúdo
Inscrutabili Divinae Providentiae estabelece o objetivo da nova Congregação Romana como “a conversão de pagãos e infiéis e o retorno à Igreja Romana de hereges e cismáticos, o aprimoramento das relações com as comunidades de cristãos orientais em união com a Santa Sé e assistência espiritual às minorias católicas em países onde a heresia é endêmica e onde o Islã triunfou ”.
O documento é novo, na medida em que ordena à Congregação que limite sua intervenção ao nível espiritual, sem a participação dos tribunais inquisitoriais e sem tentar exercer jurisdição temporal nos territórios onde irá intervir. 
Consciente das falhas que marcaram tentativas anteriores, Gregório XV dá a esta Congregação as ferramentas de sua tarefa: financiamento estável, privilégios especiais (como registro gratuito de ações e decretos), financiador (para receber esmolas) e secretariado permanente. 